# Johanna van Kent
Johanna van Kent (Woodstock Palace, 29 september 1328 — Wallingford Castle, 7 augustus 1385), in de geschiedenis bekend als De Schone Maagd van Kent, was de echtgenote van Eduard de Zwarte Prins en de moeder van koning Richard II van Engeland. Kroniekschrijver Jean Froissart noemde haar "de schoonste vrouw van Engeland en de meest liefdevolle". Haar bijnaam is echter niet contemporain.

## Biografie

### Vroege jaren
Johanna werd geboren als de dochter van Edmund van Woodstock en Margaret Wake. Haar vader was een jongere zoon van koning Eduard I van Engeland. Nadat Eduard II werd afgezet werd ook de vader van Johanna geëxecuteerd wegens zijn steun voor zijn halfbroer. Zijn gezin werd vervolgens onder huisarrest geplaatst in Arundel Castle. Na de troonsbestijging van Eduard III zorgde hij ervoor dat de familie beter behandeld werd.
In 1340 trouwde Johanna in het geheim met Thomas Holland zonder daar koninklijke goedkeuring voor te krijgen. Toen die in Frankrijk ging vechten huwde haar familie Johanna uit aan William de Montague, de graaf van Salisbury, zonder dat haar huwelijk met Thomas Holland ter sprake kwam. Toen deze dit aanvoerde werd haar huwelijk met De Montague in 1349 nietig verklaard door paus Clemens VI. De laatste van Johanna's broers en zussen overleed in 1352 waardoor ze het graafschap Kent erfde en werd ze gravin van Kent.

### Gravin en huwelijk met de Zwarte Prins

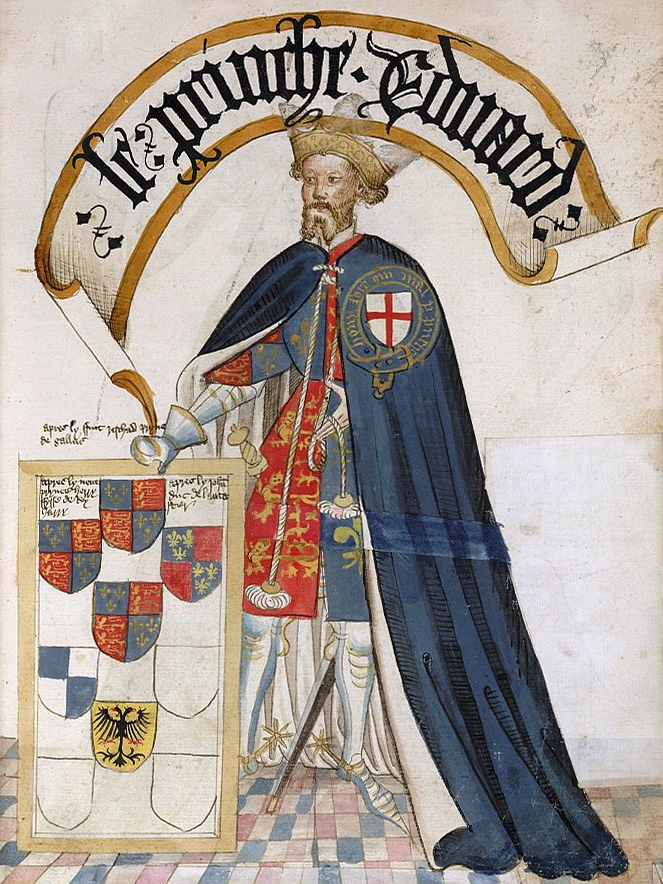
Eduard van Woodstock als ridder in de Orde van de Kousenband.

Na de dood van Thomas Holland in 1360 drong de Engelse kroonprins Eduard van Woodstock er bij zijn vader op aan om in het huwelijk te mogen treden met zijn volle nicht. Vanwege deze verwantschap was kerkelijke dispensatie nodig en op verzoek van koning Eduard III verleende de paus deze. Het huwelijk werd op 10 oktober 1361 in Windsor Castle voltrokken. Volgens de heraut Chandos Herald was het huwelijk eerder uit liefde, dan uit politiek. Nadat Eduard hertog van Aquitanië werd verhuisde het echtpaar naar Bordeaux waar ze de volgende negen jaar zouden verblijven. Vanwege ziekte was de kroonprins in 1371 niet langer in staat om zijn verplichtingen als hertog uit te voeren en keerden ze terug naar Engeland.
Na een campagne in Frankrijk ging zijn gezondheid verder achteruit en uiteindelijk overleed Eduard op 7 juni 1376. Toen een jaar later koning Eduard III overleed werd de zoon van Johanna, Richard, de nieuwe koning van Engeland. In zijn koningschap werd hij door zijn moeder gesteund en zij oefende veel invloed achter de schermen uit. Tijdens haar terugkeer naar Londen vanuit de Kathedraal van Canterbury werd haar weg versperd door Wat Tyler en ze werd door hem begroet met kusjes en verkreeg van hem een escorte naar huis.

### Laatste jaren
Toen haar zoon John tijdens een veldtocht in Schotland ruzie kreeg met Ralph Stafford en deze doodde werd John door de koning tot de dood veroordeeld. Johanna pleitte voor het leven van haar zoon, maar na vijf dagen overleed ze. Richard spaarde het leven van zijn halfbroer en stuurde hem op pelgrimage. Johanna werd naast haar eerste echtgenoot in de kerk van Greyfriars in Stamford begraven.

## Nageslacht
Uit haar huwelijk met Thomas Holland kreeg ze vijf kinderen:
- Thomas (1350-1397), graaf van Kent,
- John (1352-1400), hertog van Exeter,
- Johanna (1356–1384), gehuwd met Jan IV van Bretagne,
- Maud (1359–1391), in 1363 gehuwd met Hugo van Courtenay (-1373), met Walram III van Luxemburg-Ligny (1357-1415).
- Edmund Holland (c. 1354), stierf jong.

Met Eduard van Woodstock kreeg ze twee kinderen:
- Eduard (1365-1372),
- Richard (1367-1400), koning van Engeland.